# Gvanozin-difosfat
Gvanozin difosfat (GDP) je nukleotid. Biološki je derivat gvanozina. Purinski je nukleozidni difosfat. 
Kad posredna molekula ciklusa limunske kiseline α-ketoglutarat reagira s koenzimom A (CoA) i oksidativno se dekarboksilira i nastaje sukcinil-CoA. Ova molekula daje energiju za fosforilaciju gvanozin-difosfat čime nastaje gvanozin-trifosfat, molekula važna u prijenosu energije unutar stanice.